# Doom II

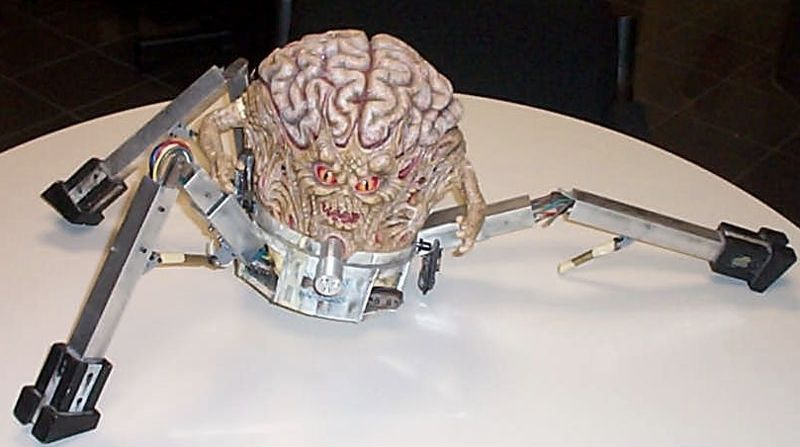
Model de Spider Mastermind creat per al joc per Gregor Punchatz

Doom II: Hell on Earth (l'Infern a la terra) és un videojoc d'acció en primera persona, el segon títol del desenvolupador id Software. Inicialment va ser alliberat per ordinadors MS-DOS el 1994 i Macintosh el 1995. A diferència del Doom, el qual inicialment només estava disponible a través de shareware i sota comanda per correu postal, el Doom II ja es va vendre a les botigues. Masters Levels of Doom II, un paquet d'expansió que inclou 21 nivells nous, va ser alliberat el 26 de desembre de 1995 per id Software.
A causa del seu èxit i la popularitat, Doom II va ser alliberat per la Game Boy Advance el 2002, la Tapwave Zodíac el 2004, i a Xbox Live Arcade el 2010. El codi font de la versió original Doom ha facilitat ports a moltes altres plataformes, incloent-hi l'iPhone d'Apple i diversos altres tipus de telèfons mòbils.